# Stålsfot
Stålsfot är en ö nära Nötö i Nagu,  Finland.   Den ligger i Pargas stad i den ekonomiska regionen  Åboland  och landskapet Egentliga Finland. Ön ligger omkring 5 kilometer öster om Nötö, omkring 27 kilometer söder om Nagu kyrka,  60 kilometer söder om Åbo och 170 km väster om Helsingfors. Närmaste allmänna förbindelse är förbindelsebryggan vid Kopparholm som trafikeras av M/S Nordep. Arean är 0,38 kvadratkilometer.
Terrängen på Stålsfot är mycket platt. Öns högsta punkt är 27 meter över havet. Den sträcker sig 0,8 kilometer i nord-sydlig riktning, och 0,8 kilometer i öst-västlig riktning.